# Ogmograptis
Ogmograptis är ett släkte av fjärilar som beskrevs av Edward Meyrick, 1935. Ogmograptis ingår i familjen gräsmalar, Elachistidae.

## Dottertaxa tillOgmograptis, i alfabetisk ordning[1]
- Ogmograptis barloworum Horak, 2012
- Ogmograptis bignathifer Horak, 2012
- Ogmograptis bipunctatus Horak, 2012
- Ogmograptis centrospila (Turner, 1923)
- Ogmograptis fraxinoides Horak, 2012
- Ogmograptis inornatus Horak, 2012
- Ogmograptis maxdayi Horak, 2012
- Ogmograptis notosema (Meyrick, 1922)
- Ogmograptis paucidentatus Horak, 2012
- Ogmograptis pilularis Horak, 2012
- Ogmograptis pulcher Horak, 2012
- Ogmograptis racemosa Horak, 2012
- Ogmograptis rodens Horak, 2012
- Ogmograptis scribula Meyrick, 1935
- Ogmograptis triradiata (Turner, 1926)